# ألعاب السيرك السياسي (كتاب)
ألعاب السيرك السياسي هو كتاب من تأليف الدكتور مصطفى محمود تحدث فيه عن حرب الخليج وعن مصالح الدول الكبرى في إشعال الحروب بين دول العالم الثالث، وتحدث عن العالم العربي وتفككه وتحريكه مثل عرائس الماريونيت في أيدي الكبار، وتحدث عن صدام حسين وما سببه لشعبه بسبب عناده وجنونه، وتحدث عن جمال عبد الناصر واشتراكيته وما تسببت به في نخر الاقتصاد المصري وتدمير التعليم بمجانيته، وتحدث أيضا عن دور العمال وفلاحين «الديكوري» في مجالس الشعب في عالم يتحدث بلغة التكنولوجيا والهندسة الوراثية.

## محتوى الكتاب
- تقديم
- أيام الخوف
- الحرب
- الخروج من أوحال الخليج
- المستقبل الملبد بالغيوم
- روسيا.. تتبرأ من اسم لينين
- حكاية الحمار!!
- اليهود.. إلى أين..؟!
- محراث التاريخ.. ما زال يعمل
- الأيدي الخفية..!
- عن الغزو الفكري.. والحرب الخفية وراء الكواليس